# Порта-дель-Пополо
Порта-дель-Пополо (італ. Porta del Popolo) — міська брама у мурі Авреліана в Римі.

## Назва
Брама отримала назву від церкви Санта-Марія-дель-Пополо. Перша назва брами Порта-дель-Пополо — Порта Фламінія, на честь Фламінієвої дороги, яка проходила через цю браму.

## Історія
Старовинні ворота зведені при імператорі Авреліані у 271–275 роках, при папі Сіксті IV перебудовані напівкруглі башти у квадратні. Лоренцо Берніні заново створив внутрішній фасад воріт з нагоди відвідин Риму шведською королевою Христиною 23 грудня 1655 року.
Ворота з боку міста прикрашені античними колонами та статуями святих Петра і Павла.
При реставраційних роботах у 1879 році вежі (XVI століття) були знесені.
Навпроти воріт знаходиться обеліск Фламінія (36,4 м, 10 до н. е.)

## Надписи на брамі
Надписи із сторони П'яцца Фламінія:
| Ліва меморіальна дошка                                                                      | Середня меморіальна дошка                                                              | Права меморіальна дошка                                                        |
| ------------------------------------------------------------------------------------------- | -------------------------------------------------------------------------------------- | ------------------------------------------------------------------------------ |
| ANNO MDCCCLXXIX RESTITVAE LIBERTATIS X TVRRIBVS VTRINQVE DELETIS FRONS PRODVCTA INSTAVRATAT | PIVS III PONT MAX PORTAM IN HANC AMPLI TVDINEM EXTVLIT VIAM FLAMINIAM STRAVIT ANNO III | SPQR VRBE ITALIAE INDICATA INCOLIS FELICITER AVCTIS GEMINOS FORNICES CONDIDITT |

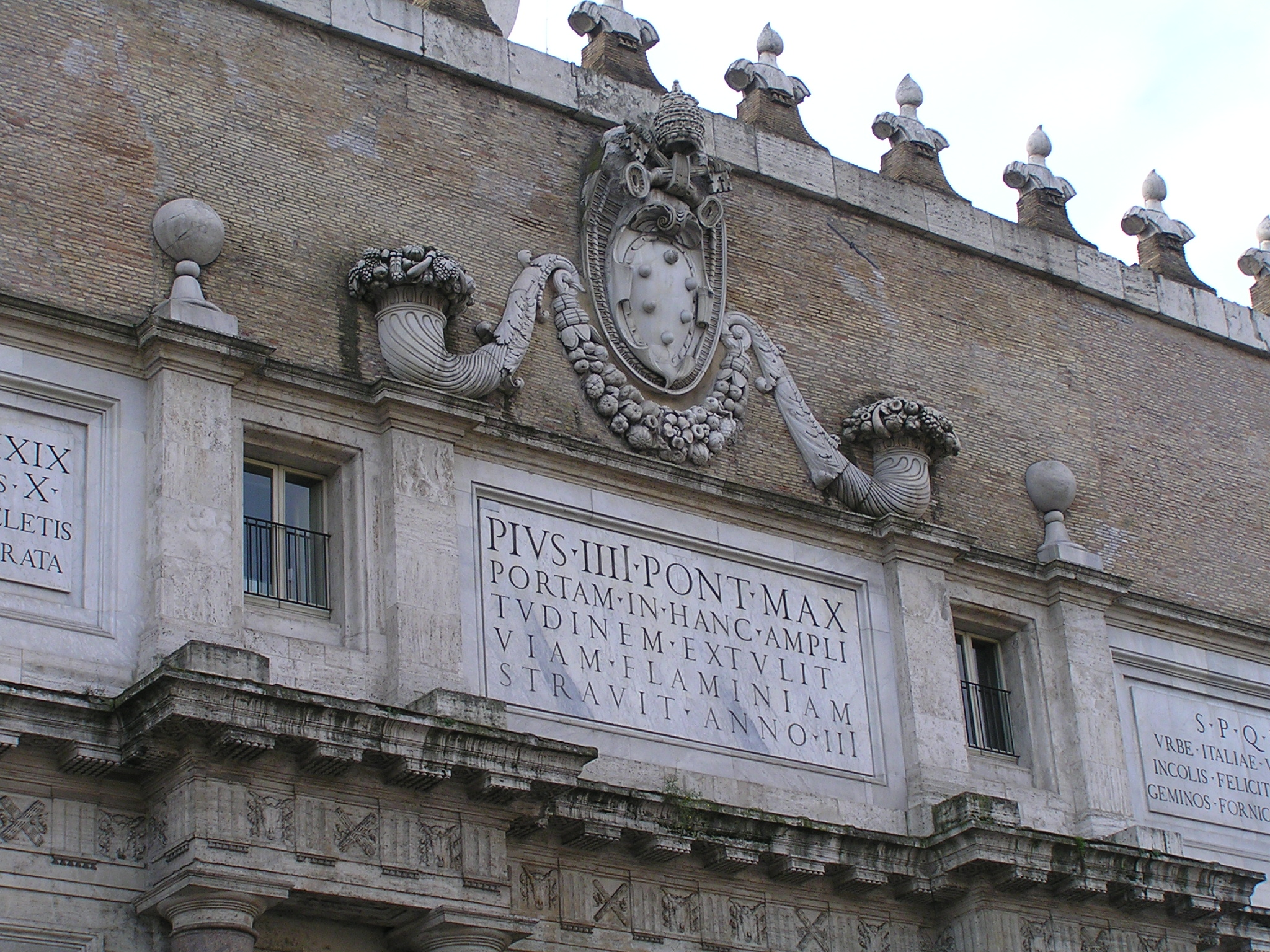
Надпис на середній меморіальній дошці

Зі сторони П'яцца дель Пополо: FELICI FAUSTOQ INGRESSUI
ANNO DOM MDCLV
Щасливого і благословенного в'їзду, року божого 1655